# Pierre Even (producteur)
Pour les articles homonymes, voir Pierre Even.
Pierre Even est un producteur de films canadien résidant au Québec. Il est président de la compagnie de production cinématographique Item 7,. Les films produits par Item7 ont remporté deux fois le prix Génie du meilleur film à l'Académie canadienne du cinéma et de la télévision : Rebelle et C.R.A.Z.Y..

## Filmographie
- 2005 : C.R.A.Z.Y.
- 2007 : Nitro
- 2008 : Hank and Mike
- 2008 : Le banquet
- 2008 : Modern Love
- 2008 : The Woman of Ahhs[5]
- 2009 : Chasse infernale
- 2009 : 5150 rue des Ormes
- 2010 : Une vie qui commence
- 2011 : Café de Flore
- 2012 : Rebelle
- 2012 : Mars et Avril
- 2013 : Cyanure
- 2013 : The Colony
- 2014 : Rencontres avec un jeune poète
- 2014 : Miraculum
- 2014 : Les Maîtres du suspense
- 2015 : Brooklyn
- 2016 : Pays
- 2016 : Le Fils de Jean
- 2017 : Eye on Juliet
- 2017 : Bon Cop, Bad Cop 2
- 2017 : Nous sommes les autres
- 2018 : Birthmarked
- 2018 : The Hummingbird Project
- 2020 : Maria Chapdelaine
- 2023 : Balestra
- 2023 : Petit Jésus
- 2023 : Les Jours heureux
- 2024 : Tous toqués! de Manon Briand